# 淡路市生活観光バス路線

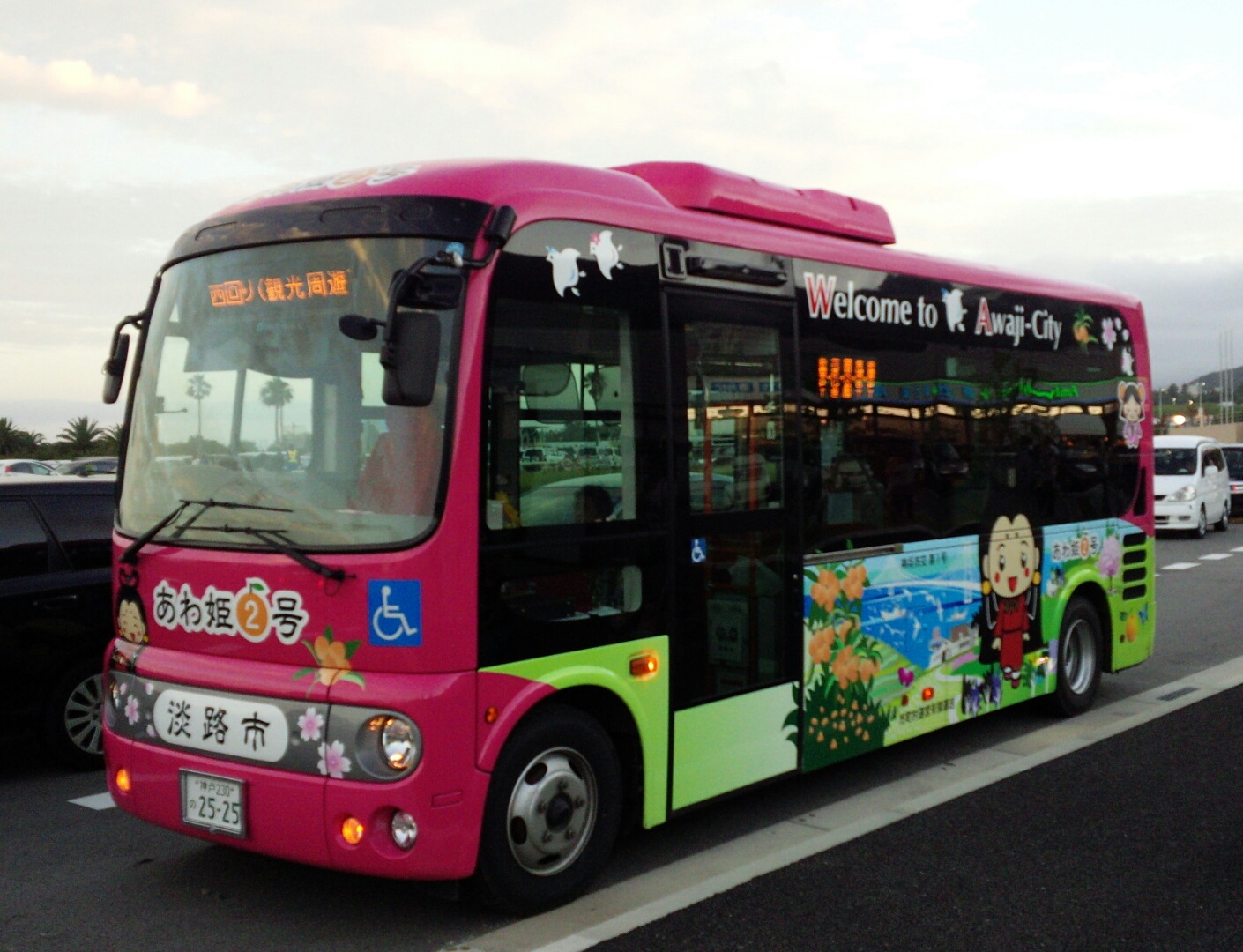
あわ神あわ姫バス「あわ姫２号」
2020年9月までは西回りのみ（2018年の文化の日までは観光路線も）の運行だったが、2020年10月以降は系統に関係なく運行されている

淡路市生活観光バス路線(あわじしせいかつかんこうばすろせん)は、兵庫県淡路市を運行しているコミュニティバスである。
愛称は「あわ神あわ姫バス」である。

## 概要
- 淡路市の旧淡路町・旧北淡町内で運行している淡路交通の西浦線が2014年2月1日に部分廃止される予定で、利用者の足を確保すべく運行を計画、旧東浦町内をかつて運行していた同社の仮屋・北淡線も含めた路線を循環形式で運行することを決定する。
- ほかに淡路島北部の観光を意識した路線も計画した。
- 本四海峡バスの運行委託にて2013年10月1日に「淡路市北部生活観光バス路線」として運行を開始する。
- 2014年2月1日より一日乗り放題券が発売開始された。
- 2019年10月1日より淡路交通西浦線全線廃止及び縦貫線津名港以北廃止に伴い、淡路市南部でも路線が新設され、「淡路市北部・南部生活観光バス路線」に改名された。
- 2020年10月1日より北部路線と南部路線が統合され、「淡路市生活観光バス路線」に改名された[1][2]。
- 2024年10月1日より岩屋洲本線を新設[3]。
- 一部車両のナンバーは自家用車登録(白ナンバー)であり、いわゆる80条バスである。

## 現行路線
- 1・2・10系統は一部便を除き岩屋ポートターミナルを始発・終着とした循環線になっている。5 - 9系統は欠番。

### 時計回り・反時計回り
●は平日日中のみ、○は日中のみ、▲は土・日・祝日日中のみ停車する停留所であることを示す。
- ■1系統（時計回り） : 岩屋PT → 岩屋海水浴場前 → 岩屋中学校前 → 鵜崎 → ●聖隷淡路病院前 → ○淡路夢舞台前 → 大磯ユーアールエー前 → 大磯港 → 立石川 → 浦港 → 東浦BT → 東浦事務所前 → ●東浦平成病院前 → 久留麻 → 仮屋 → 南の町 → 下田 → 津田 → 釜口 → 野田 → 釜口小井 → 佐野小井 → 柏原 → 佐野交番前 → 佐野 → 佐野局前 → ボールパーク入口 → ▲佐野運動公園前 → 土器屋 → 生穂 → 津名スポーツセンター前 → 大谷 → ●淡路市役所前 → 津名中学校前 → 津名高校前 → ●田井交差点前 → ●津名ふれあいセンター前 → ●関西看護医療大学前 → 中橋公園前 → 志筑 → しづかホール前 →志筑新島 → 志筑明神 → 殿下 → 八幡前  → 中田橋 → 中田小学校下 → 津名一宮IC → 広生寺前 → 竹谷 → ●順心淡路病院前 → 孔官堂前 → 井手 → 伊弉諾神宮前 → 老の内 → 薫寿堂前 → ○江井高速バス停前 → 郡家 → 一宮事務所前 → 撫 → GARB COSTA ORANGE前 → 尾崎 → 尾崎上の浜 → 枯木 → 幸せのパンケーキ前 → 室津西 → 室津 → 北淡診療所前 → 北淡IC  → 育波 → 斗ノ内 → 浅野 → 水越 → 淡路高校前 → 北淡事務所前 → 富島中 → 富島東 → 富島交番前 → 震災記念公園下 → 梨本 → 蟇の浦 → 大石 → 中村 → 轟木 → 大川 → 高松浜 → 平林 → 長瀬 → 江崎 → 松帆浦 → 大谷川 → 道の駅あわじ・淡海荘 → 長浜 → 東長浜 → 岩屋事務所前 → 茶間川 → 岩屋PT
- ■2系統（反時計回り） : 1系統と逆の順序
  - しづかホール前では乗務員交代などのため、10分 - 15分間の停車がある[3]。
  - 1系統では北淡事務所前発岩屋PT行の区間便が設定されている。朝のみの運行[3]。
  - 2系統では平日日中に限り、鵜崎 - 聖隷淡路病院前間にある新世薬局夢舞台前にも停車する[3]。

### 東浦北淡線
- ■3系統 : 東浦BT - 東浦事務所前 - 東浦平成病院前 - 柿原 - 河内 - 吹き戻しの里 - 本四仁井高速バス停前 - 仁井本村 - 赤土 - 長畠 - 米山 - 石田 - 淡路高校正門前 - 北淡事務所前

### 岩屋洲本線
- ■4系統 : 岩屋PT - 岩屋海水浴場前 -  岩屋中学校前 - 鵜崎 - 聖隷淡路病院前 - 淡路夢舞台前 - 大磯ユーアールエー前 - 大磯港 - 立石川 - 浦港 - 東浦BT - 東浦事務所前 - 東浦平成病院前 - 久留麻 - 仮屋 - 南の町 - 下田 - 津田 - 釜口 - 野田 - 釜口小井 - 佐野小井 - 柏原 - 佐野交番前 - 佐野 - 佐野局前 - ボールパーク入口 - 土器屋 - 生穂 - 津名スポーツセンター前 - 大谷 - 淡路市役所前 - 津名中学校前 - 津名高校前 - 田井交差点前 - 津名ふれあいセンター前 - 関西看護医療大学前 - 中橋公園前 - 志筑 - しづかホール前 - 津名臨海公園 - 淡路ワールドパークONOKORO - 網代 - 塩尾 - （この間ノンストップ） - 洲本バスセンター
  - 洲本バスセンター発に限り、鵜崎 - 聖隷淡路病院前間にある新世薬局夢舞台前にも停車する[3]。
  - 平日のみ運行

### 北部観光周遊回り
- ■10系統 : 岩屋PT → 国営明石海峡公園淡路口前 → 淡路夢舞台前 → 東浦BT → ハーモニーファーム淡路 → あわじ花さじき → 淡路カントリーガーデン → 県立淡路景観園芸学校 → Awaji Nature Lab & Resort → グリナリウム淡路島 → 県立淡路島公園 → 淡路ハイウェイオアシス・A2駐車場 → 淡路IC高速バス停前 → 岩屋PT
  - 上記は時計回りである。反時計回りの場合は基本上記の時計回りの逆の順序になるが、県立淡路景観園芸学校 →  Awaji Nature Lab & Resort の順に停車し、時計系周りでは淡路ハイウェイオアシス・A2駐車場に停車するが、反時計回りでは淡路ハイウェイオアシス・A1駐車場に停車する[3]。
  - 運行開始当初は春分の日 - 文化の日の土・日・祝日のみ運行だった。
  - 2024年より3月-11月の土・日・祝日のみ運行に変更。

### 南部観光周遊回り
- ■11系統 : 北淡事務所前 → 浅野(北淡歴史民俗資料館) → 北淡IC → 五斗長垣内遺跡前 → そばカフェ生田村前 → 室津西 → 幸せのパンケーキ前 → 尾崎 → パルシェ香りの館・パルシェ香りの湯 → 郡家 → 薫寿堂前 → 伊弉諾神宮前 → 津名一宮IC → 淡路ワールドパークONOKORO → 志筑 → 津名港ターミナル
  - 上記は津名方面行きである。北淡方面行きは上記と逆の順序になる[3]。
  - 運行開始当初は春分の日 - 文化の日の土・日・祝日のみ運行だった。
  - 2024年より3月-11月の土・日・祝日のみ運行に変更。

## 廃止路線
2020年9月まで

### 北部
- 2013年10月1日運行開始
- 一部便を除き岩屋PTを始発・終着とした循環線になっていた。80条バスとして運行。
- 岩屋ポートターミナルビル - 東浦BT間は2019年9月まで淡路交通の縦貫線と重複していた。2014年2月の開業時は淡路交通の停留所には停車しなかったが、2014年10月より停車開始している。

東回り
- ■1系統 : 岩屋PT → 鵜崎 → 聖隷淡路病院前 → 淡路夢舞台前 → 東浦BT → 吹き戻しの里 → 本四仁井高速バス停前 → 淡路高校正門前 → 震災記念公園前 → 江崎灯台 → 道の駅あわじ  → 岩屋PT

西回り
- ■2系統 : 1系統と逆の順序、1系統で停車しない新世薬局夢舞台前にも停車していた。
  - 2018年の文化の日まで西回りと北部観光周遊回りで車両を共有していた関係で北部観光周遊回り運行日は西回りの運行本数が削減されていたが、2019年の春分の日より北部観光周遊回り専用の車両を導入し、北部観光周遊回り運行日の西回りの運行本数の削減が無くなっていた。

北部観光周遊回り
- ■6系統 : 岩屋PT - 淡路IC高速バス停前 - 兵庫県立淡路島公園 - グリナリウム淡路島 - 兵庫県立淡路景観園芸学校 - 淡路カントリーガーデン - 兵庫県立あわじ花さじき - ハーモニーファームあわじ - 東浦BT - 淡路夢舞台前 - 岩屋PT
  - 2018年の文化の日までは西回りと北部観光周遊回りで車両を共有していた関係で反時計回りのみの運行だったが、2019年の春分の日より北部観光周遊回り専用の車両を導入し、両方向の運行を開始している。
  - 春分の日 - 文化の日の土・日・祝日のみ運行

### 南部
2019年10月1日運行開始
■3系統・東浦津名線
- 東浦BT - ボールパーク入口 - 津名中学校前 - 津名高校前 -  津名港

津名一宮線
- ■4系統 : 津名港 - 津名中学校前 - 津名高校前 - 津名一宮IC - 伊弉諾神宮前 - 一宮事務所前

北淡一宮線
- ■5系統 : 北淡事務所前 -  北淡IC - 一宮事務所前

南部観光周遊回り
- ■7系統 : 北淡事務所前 -  北淡IC - 五斗長垣内遺跡前  - パルシェ - 伊弉諾神宮前 - 津名一宮IC - 淡路ワールドパークONOKORO - 津名港
  - 春分の日 - 文化の日の土・日・祝日のみ運行

## 運賃
- 一回乗車
  - 大人：500円　小児(中学生以下)・65歳以上の高齢者・身体障害者：250円。
- 回数券
  - 大人：5000円(14枚つづり)　高校生：5000円(16枚つづり)　小児(中学生以下)・65歳以上の高齢者・身体障害者：2500円(11枚つづり)。
- 一日乗り放題券
  - 大人・高校生：1000円　小児(中学生以下)・65歳以上の高齢者・身体障害者：500円
- 定期乗車券あり
- 一回乗車・回数券で乗車の場合、複数の路線を無料で乗り継ぐことが出来る「乗継券」あり
  - 異なる路線へ1回の乗り継ぎに限り有効で最初の降車時間から60分以内に乗り継ぐ必要がある
- 回数券・一日乗り放題・定期乗車券はバスもり!に対応
- 三宮から津名港までの運賃が高速バスより安い（三宮→岩屋中学校（淡路インターチェンジ）：780円、岩屋中学校→津名港：500円）
- 運賃無料日を設けている[4][5]。

### 1day切符
- 花・食巡り1day切符
  - 淡路ジェノバライン往復乗船券とあわ神あわ姫バス一日乗り放題券のセット　淡路ジェノバライン明石営業所で発売
- 北淡路バス乗り放題切符
  - 本四海峡バス・西日本ジェイアールバス運行の大磯号往復乗車券とあわ神あわ姫バス一日乗り放題券のセット及びかけはし号・かけはしニジゲンノモリ号・かけはし洲本温泉号・かけはしニジゲンノモリ洲本温泉号往復乗車券とあわ神あわ姫バス二日乗り放題券のセット（バス旅ひょうご北淡路エリア）

## 使用車両
- 運行開始当初は三菱ふそう・ローザを使用しており、東回り(あわ神1号)は29人乗り、西回りと観光路線(あわ姫2号)は26人乗りを使用していたが、現在は日野・ポンチョ(2代目、ロングボディ・ワンドア車)を使用している、なお淡路島内では初のノンステップバスで2016年11月現在唯一である。
- 2020年9月までは車体の色（系統カラー）別に系統が分かれていた（2018年の文化の日までの観光路線は西回りと同じ色）が、2020年10月以降は車体の色別に系統が分かれていない。また、2019年10月以降はこれとは別に金色の車両（幸せを呼ぶ金色のバス　愛称:ゴールデンドリームバス）も運行されているが、運が良ければ金色の車両に乗車出来るようにしているため、金色の車両を運行する系統及び便は公表されていない。